# Matsyendrasana

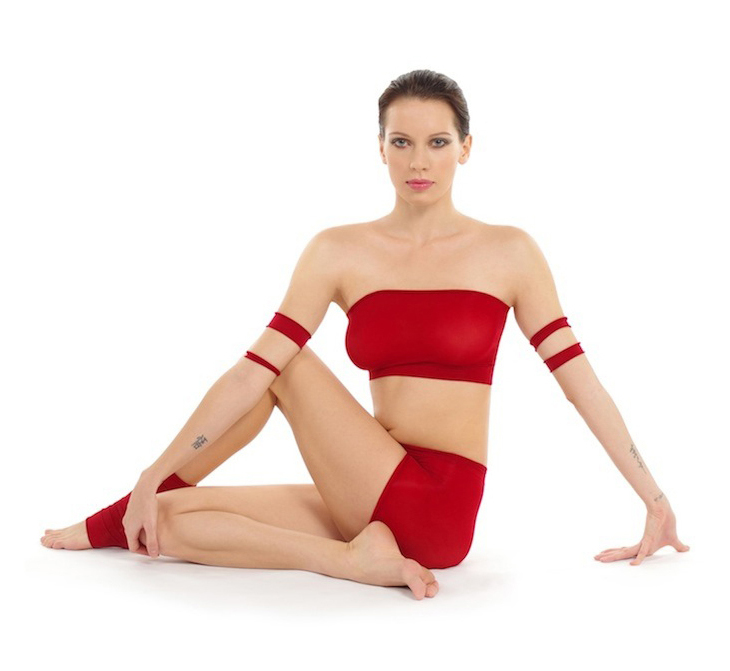
Posição da ásana de torção da coluna sentado do ioga.

Matsyêndrásana dêvanágari मत्स्येन्द्रासन IAST matsyendrāsana. Um ásana de torção da coluna sentado do ioga.
Em sânscrito, matsya é peixe. Indra é um deus da mitologia hindu. Foi o nome dado ao peixe que, segundo a mitologia, aprendeu ioga com Shiva e pode evoluir até tornar-se um humano.
Contudo, este ásana faz referência a Matsyêndra Natha nome do fundador da escola Kula de Tantra Negro no séc. XI d.C. Ele foi mestre de Gôraksha Natha, o fundador do Hatha yoga.

## Execução
Na variação ardha (incompleta) mantenha uma das pernas estendidas e o outro pé passa por cima da perna estendida. deixe o pé ao lado do joelho ou um pouco mais próximo dos quadris. Coloque o cotovelo oposto no joelho usando-o como alavanca para reforçar a torção.
É comum o praticante novo fazer a torção para o lado errado. Note que sempre é o cotovelo oposto que é usado como alavanca.
Na variação rája (completa) ao invés da perna estendida ela fica flexionada com o pé ao lado dos quadris.
Ainda existe a variação mahá (mais que completa, grandiosa) em que um dos pés fica em padma.

## Galeria
- Ardha MatsyêndrásanaArdha Matsyêndrásana
- Mahá MatsyêndrásanaMahá Matsyêndrásana
- Baddha Rája Matsyêndrásana - Variação enlaçando com os braços.Baddha Rája Matsyêndrásana - Variação enlaçando com os braços.